# Holak
Holak (Raimea) ist ein osttimoresischer Ort im Suco Opa (Verwaltungsamt Lolotoe, Gemeinde Bobonaro).
Das Dorf liegt im Westen der Aldeia Tepa, auf einer Meereshöhe von 975 m. Eine Straße, die die Aldeia in West-Ost-Richtung durchquert, führt durch Holak. Nordöstlich befindet sich das Dorf Tepa (Tepu). Im Westen teilt sich die Straße und führt nach Süden nach Deudet und nach Norden nach Itililig.
Südlich von Holak erhebt sich ein Gebirgszug mit den Gipfeln des Tulo (1285 m) und des Tefawa (1275 m).